# Großer Preis von Österreich 1978
Der Große Preis von Österreich 1978 (offiziell XVI Großer Preis von Österreich) fand am 13. August auf dem Österreichring in der Nähe von Zeltweg statt und war das zwölfte Rennen der Automobil-Weltmeisterschaft 1978.

## Berichte

### Hintergrund
Kurz vor dem zwölften WM-Lauf der Saison in Spielberg bestätigte ein Gericht, dass das Team Arrows mit dem Bau des FA1 die Urheberrechte des Klägers Shadow verletzt habe und dass das Fahrzeug demnach nicht mehr eingesetzt werden dürfe. Da man bei Arrows mit diesem Urteil gerechnet hatte, stand rechtzeitig zum Österreich-GP das neue Modell A1 zur Verfügung, das man zwischenzeitlich entwickelt hatte. Bereits seit Beginn der Saison war aufgrund der Ähnlichkeit zwischen dem FA1 und dem Shadow DN9 spekuliert worden, dass möglicherweise ehemalige Shadow-Mitarbeiter wie Jackie Oliver, Alan Rees oder Tony Southgate kurz vor ihrem Ausstieg illegal die Baupläne des neuen Rennwagens kopiert und mitgenommen haben könnten, um dann auf dieser Basis ihr neues Team zu gründen.
Nelson Piquet, der beim Großen Preis von Deutschland sein Grand-Prix-Debüt bei Ensign Racing gegeben hatte, wechselte ins Privatteam BS Fabrications, wo man einen M23 als zweiten Wagen neben dem McLaren M26 für Brett Lunger einsetzte. Piquets Platz im zweiten Werks-Ensign wurde daraufhin an den inzwischen als Stammfahrer verpflichteten Derek Daly zurückgegeben.
Anstelle von Jean-Pierre Jarier, der das ATS Racing Team nach kurzer Rückkehr bereits wieder verlassen hatte, durfte Hans Binder seinen Heim-Grand-Prix für das deutsche Team absolvieren.

### Training
Als einziger der acht Piloten, die an der Vorqualifikation teilnehmen mussten, scheiterte Rolf Stommelen, an dessen neuem Arrows A1 technische Probleme auftraten.
Für die Fachwelt wenig überraschend setzte sich die erste Startreihe aus den beiden Lotus 79 zusammen, wobei Ronnie Peterson erneut minimal schneller war als sein Teamkollege Mario Andretti. Jean-Pierre Jabouille erreichte mit dem deutlich weiterentwickelten Renault RS01 den dritten Startplatz neben Carlos Reutemann im Ferrari 312T3. Die dritte Startreihe setzte sich aus Jacques Laffite und Emerson Fittipaldi zusammen.

### Rennen
Bei regnerischen Bedingungen ging Peterson in Führung, während Andretti hinter Reutemann zurückfiel. Den vierten Platz nahm Jody Scheckter vor Laffite, Fittipaldi und James Hunt ein. Bei einem Überholversuch während der ersten Runde berührten sich die Wagen von Andretti und Reutemann, woraufhin der in der Weltmeisterschaft führende US-Amerikaner in die Leitplanken prallte und ausschied. Reutemann verlor seinen zweiten Platz an Scheckter.
Als es in der vierten Runde deutlich stärker zu regnen begann, rutschte Scheckter von der Strecke und kollidierte mit dem dort abgestellten Lotus von Andretti. Kurz nachdem auch Reutemann und Jabouille sich aufgrund von Aquaplaning gedreht hatten, wurde das Rennen aus Sicherheitsgründen mit der roten Flagge unterbrochen.
Bei nachlassendem Regen wurde eine neue Startaufstellung gebildet, die der Reihenfolge zum Zeitpunkt des Rennabbruchs entsprach. Demzufolge startete Peterson vor Patrick Depailler, John Watson und Laffite, während Reutemann und Jabouille sich in der Mitte des Feldes einreihen mussten.
Während Depailler ein guter Restart gelang, kam Watson nur schlecht von der Stelle, was infolge einer Kettenreaktion zu einer Kollision zwischen Riccardo Patrese und Harald Ertl führte, wodurch beide ausschieden. In derselben Runde kam es außerdem zu einer Kollision zwischen Daly und Hunt, der ein Dreher von Alan Jones vorausgegangen war. Am Ende der ersten Runde nach dem Neustart lag Peterson vor Patrick Depailler, Niki Lauda und Laffite.
Peterson führte das Rennen weiterhin an, während die Strecke abtrocknete. Reutemann, der in der Zwischenzeit einige Plätze gutgemacht hatte, übernahm in Runde 19 die Führung, indem er auf Regenreifen weiterfuhr, während einige Kontrahenten Boxenstopps einlegten, um auf Slicks zu wechseln. Aus dem gleichen Grund gelang es dem ursprünglich vom 12. Platz aus gestarteten Gilles Villeneuve, Reutemanns Spitzenposition zu einer Ferrari-Doppelführung auszubauen. Im 23. Umlauf übernahm er schließlich sogar die Spitze von seinem Teamkollegen.
Als die Ferrari-Piloten schließlich ebenfalls auf Slicks umstiegen, übernahm Peterson wieder den Spitzenplatz und verteidigte ihn bis ins Ziel. Hans-Joachim Stuck lag bis zu seinem Ausscheiden durch einen Unfall auf dem vierten Rang. Danach übernahm Daly diesen Platz, drehte sich jedoch ebenfalls von der Strecke. Er konnte das Rennen zwar fortsetzten, nachdem ihn Streckenposten aus dem Kiesbett geschoben hatten, wurde wegen dieser damals unerlaubten Inanspruchnahme fremder Hilfe allerdings disqualifiziert. Dadurch gelangte Fittipaldi auf den vierten Rang vor Laffite und Vittorio Brambilla, der sich somit seinen ersten Punkt in der laufenden Saison sicherte.
Durch seinen Sieg lag Peterson in der WM-Wertung nur noch neun Punkte hinter seinem Teamkollegen Andretti. Aufgrund seines vertraglich geregelten Nummer-Zwei-Status durfte er diesem jedoch ohnehin den Titel nicht streitig machen.

## Meldeliste
| Team                            | Nr. | Fahrer                | Chassis        | Motor                     | Reifen |
| ------------------------------- | --- | --------------------- | -------------- | ------------------------- | ------ |
| Parmalat Racing Team            | 01  | Niki Lauda            | Brabham BT46   | Alfa Romeo 115-12 3.0 F12 | G      |
| Parmalat Racing Team            | 02  | John Watson           | Brabham BT46   | Alfa Romeo 115-12 3.0 F12 | G      |
| Elf Team Tyrrell                | 03  | Didier Pironi         | Tyrrell 008    | Ford Cosworth DFV 3.0 V8  | G      |
| Elf Team Tyrrell                | 04  | Patrick Depailler     | Tyrrell 008    | Ford Cosworth DFV 3.0 V8  | G      |
| John Player Team Lotus          | 05  | Mario Andretti        | Lotus 79       | Ford Cosworth DFV 3.0 V8  | G      |
| John Player Team Lotus          | 06  | Ronnie Peterson       | Lotus 79       | Ford Cosworth DFV 3.0 V8  | G      |
| Marlboro Team McLaren           | 07  | James Hunt            | McLaren M26    | Ford Cosworth DFV 3.0 V8  | G      |
| Marlboro Team McLaren           | 08  | Patrick Tambay        | McLaren M26    | Ford Cosworth DFV 3.0 V8  | G      |
| ATS Racing Team                 | 09  | Jochen Mass           | ATS HS1        | Ford Cosworth DFV 3.0 V8  | G      |
| ATS Racing Team                 | 10  | Hans Binder           | ATS HS1        | Ford Cosworth DFV 3.0 V8  | G      |
| Scuderia Ferrari SpA SEFAC      | 11  | Carlos Reutemann      | Ferrari 312T3  | Ferrari 015 3.0 F12       | M      |
| Scuderia Ferrari SpA SEFAC      | 12  | Gilles Villeneuve     | Ferrari 312T3  | Ferrari 015 3.0 F12       | M      |
| Fittipaldi Automotive           | 14  | Emerson Fittipaldi    | Fittipaldi F5A | Ford Cosworth DFV 3.0 V8  | G      |
| Équipe Renault Elf              | 15  | Jean-Pierre Jabouille | Renault RS01   | Renault EF1 1.5 V6t       | M      |
| Shadow Racing Team              | 16  | Hans-Joachim Stuck    | Shadow DN9     | Ford Cosworth DFV 3.0 V8  | G      |
| Shadow Racing Team              | 17  | Clay Regazzoni        | Shadow DN9     | Ford Cosworth DFV 3.0 V8  | G      |
| Durex Team Surtees              | 18  | Rupert Keegan         | Surtees TS20   | Ford Cosworth DFV 3.0 V8  | G      |
| Durex Team Surtees              | 18  | Brian Henton          | Surtees TS20   | Ford Cosworth DFV 3.0 V8  | G      |
| Beta Team Surtees               | 19  | Vittorio Brambilla    | Surtees TS20   | Ford Cosworth DFV 3.0 V8  | G      |
| Walter Wolf Racing              | 20  | Jody Scheckter        | Wolf WR5       | Ford Cosworth DFV 3.0 V8  | G      |
| Team Tissot Ensign              | 22  | Derek Daly            | Ensign N177    | Ford Cosworth DFV 3.0 V8  | G      |
| Sachs Racing                    | 23  | Harald Ertl           | Ensign N177    | Ford Cosworth DFV 3.0 V8  | G      |
| Team Rebaque                    | 25  | Héctor Rebaque        | Lotus 78       | Ford Cosworth DFV 3.0 V8  | G      |
| Ligier Gitanes                  | 26  | Jacques Laffite       | Ligier JS9     | Matra MS78 3.0 V12        | G      |
| Williams Grand Prix Engineering | 27  | Alan Jones            | Williams FW06  | Ford Cosworth DFV 3.0 V8  | G      |
| BS Fabrications                 | 29  | Nelson Piquet         | McLaren M23    | Ford Cosworth DFV 3.0 V8  | G      |
| Liggett Group/BS Fabrications   | 30  | Brett Lunger          | McLaren M26    | Ford Cosworth DFV 3.0 V8  | G      |
| Automobiles Martini             | 31  | René Arnoux           | Martini MK23   | Ford Cosworth DFV 3.0 V8  | G      |
| Theodore Racing Hong Kong       | 32  | Keke Rosberg          | Wolf WR3       | Ford Cosworth DFV 3.0 V8  | G      |
| Arrows Racing Team              | 35  | Riccardo Patrese      | Arrows A1      | Ford Cosworth DFV 3.0 V8  | G      |
| Arrows Racing Team              | 36  | Rolf Stommelen        | Arrows A1      | Ford Cosworth DFV 3.0 V8  | G      |
| Team Merzario                   | 37  | Arturo Merzario       | Merzario A1    | Ford Cosworth DFV 3.0 V8  | G      |

Anmerkungen
1. 1 2  Henton steuerte den Surtees TS20 mit der Startnummer 18 nur während des Trainings am Samstag, erzielte jedoch keine gewertete Rundenzeit.

## Klassifikationen

### Startaufstellung
| Pos. | Fahrer                | Konstrukteur       | Zeit    | Ø-Geschwindigkeit | Start |
| ---- | --------------------- | ------------------ | ------- | ----------------- | ----- |
| 01   | Ronnie Peterson       | Lotus-Ford         | 1:37,71 | 218,925 km/h      | 01    |
| 02   | Mario Andretti        | Lotus-Ford         | 1:37,76 | 218,813 km/h      | 02    |
| 03   | Jean-Pierre Jabouille | Renault            | 1:38,32 | 217,567 km/h      | 03    |
| 04   | Carlos Reutemann      | Ferrari            | 1:38,50 | 217,170 km/h      | 04    |
| 05   | Jacques Laffite       | Ligier-Matra       | 1:38,71 | 216,708 km/h      | 05    |
| 06   | Emerson Fittipaldi    | Fittipaldi-Ford    | 1:38,77 | 216,576 km/h      | 06    |
| 07   | Jody Scheckter        | Wolf-Ford          | 1:38,85 | 216,401 km/h      | 07    |
| 08   | James Hunt            | McLaren-Ford       | 1:39,10 | 215,855 km/h      | 08    |
| 09   | Didier Pironi         | Tyrrell-Ford       | 1:39,23 | 215,572 km/h      | 09    |
| 10   | John Watson           | Brabham-Alfa Romeo | 1:39,35 | 215,312 km/h      | 10    |
| 11   | Gilles Villeneuve     | Ferrari            | 1:39,40 | 215,203 km/h      | 11    |
| 12   | Niki Lauda            | Brabham-Alfa Romeo | 1:39,49 | 215,009 km/h      | 12    |
| 13   | Patrick Depailler     | Tyrrell-Ford       | 1:39,51 | 214,965 km/h      | 13    |
| 14   | Patrick Tambay        | McLaren-Ford       | 1:39,59 | 214,793 km/h      | 14    |
| 15   | Alan Jones            | Williams-Ford      | 1:39,81 | 214,319 km/h      | 15    |
| 16   | Riccardo Patrese      | Arrows-Ford        | 1:40,11 | 213,677 km/h      | 16    |
| 17   | Brett Lunger          | McLaren-Ford       | 1:40,80 | 212,214 km/h      | 17    |
| 18   | Héctor Rebaque        | Lotus-Ford         | 1:40,84 | 212,130 km/h      | 18    |
| 19   | Derek Daly            | Ensign-Ford        | 1:41,02 | 211,752 km/h      | 19    |
| 20   | Nelson Piquet         | McLaren-Ford       | 1:41,15 | 211,480 km/h      | 20    |
| 21   | Vittorio Brambilla    | Surtees-Ford       | 1:41,16 | 211,459 km/h      | 21    |
| 22   | Clay Regazzoni        | Shadow-Ford        | 1:41,42 | 210,917 km/h      | 22    |
| 23   | Hans-Joachim Stuck    | Shadow-Ford        | 1:41,58 | 210,585 km/h      | 23    |
| 24   | Harald Ertl           | Ensign-Ford        | 1:41,60 | 210,543 km/h      | 24    |
| 25   | Keke Rosberg          | Wolf-Ford          | 1:41,72 | 210,295 km/h      | 25    |
| 26   | René Arnoux           | Martini-Ford       | 1:41,84 | 210,047 km/h      | 26    |
| DNQ  | Arturo Merzario       | Merzario-Ford      | 1:41,85 | 210,027 km/h      | –     |
| DNQ  | Jochen Mass           | ATS-Ford           | 1:42,47 | 208,756 km/h      | –     |
| DNQ  | Rupert Keegan         | Surtees-Ford       | 1:43,06 | 207,561 km/h      | –     |
| DNQ  | Hans Binder           | ATS-Ford           | 1:44,46 | 204,779 km/h      | –     |
| DNPQ | Rolf Stommelen        | Arrows-Ford        | 1:44,88 | 203,959 km/h      |       |

### Rennen
| Pos. | Fahrer                | Konstrukteur       | Runden | Stopps | Zeit       | Start | Schnellste Runde |
| ---- | --------------------- | ------------------ | ------ | ------ | ---------- | ----- | ---------------- |
| 01   | Ronnie Peterson       | Lotus-Ford         | 54     | ?      | 1:41:21,57 | 01    | 1:43,12          |
| 02   | Patrick Depailler     | Tyrrell-Ford       | 54     | ?      | + 47,44    | 13    |                  |
| 03   | Gilles Villeneuve     | Ferrari            | 54     | ?      | + 1:39,76  | 11    |                  |
| 04   | Emerson Fittipaldi    | Fittipaldi-Ford    | 53     | ?      | + 1 Runde  | 06    |                  |
| 05   | Jacques Laffite       | Ligier-Matra       | 53     | ?      | + 1 Runde  | 05    |                  |
| 06   | Vittorio Brambilla    | Surtees-Ford       | 53     | ?      | + 1 Runde  | 21    |                  |
| 07   | John Watson           | Brabham-Alfa Romeo | 53     | ?      | + 1 Runde  | 10    |                  |
| 08   | Brett Lunger          | McLaren-Ford       | 52     | ?      | + 2 Runden | 17    |                  |
| 09   | René Arnoux           | Martini-Ford       | 52     | ?      | + 2 Runden | 26    |                  |
| –    | Clay Regazzoni        | Shadow-Ford        | 50     | ?      | NC         | 22    |                  |
| –    | Keke Rosberg          | Wolf-Ford          | 49     | ?      | NC         | 25    |                  |
| –    | Patrick Tambay        | McLaren-Ford       | 40     | ?      | DNF        | 14    |                  |
| –    | Hans-Joachim Stuck    | Shadow-Ford        | 33     | ?      | DNF        | 23    |                  |
| –    | Jean-Pierre Jabouille | Renault            | 31     | ?      | DNF        | 03    |                  |
| –    | Niki Lauda            | Brabham-Alfa Romeo | 28     | ?      | DNF        | 12    |                  |
| –    | Didier Pironi         | Tyrrell-Ford       | 20     | ?      | DNF        | 09    |                  |
| –    | James Hunt            | McLaren-Ford       | 8      | ?      | DNF        | 08    |                  |
| –    | Alan Jones            | Williams-Ford      | 7      | ?      | DNF        | 15    |                  |
| –    | Harald Ertl           | Ensign-Ford        | 6      | ?      | DNF        | 24    |                  |
| –    | Riccardo Patrese      | Arrows-Ford        | 6      | ?      | DNF        | 16    |                  |
| –    | Jody Scheckter        | Wolf-Ford          | 3      | ?      | DNF        | 07    |                  |
| –    | Nelson Piquet         | McLaren-Ford       | 2      | ?      | DNF        | 20    |                  |
| –    | Héctor Rebaque        | Lotus-Ford         | 1      | ?      | DNF        | 18    |                  |
| –    | Mario Andretti        | Lotus-Ford         | 0      | ?      | DNF        | 02    | –                |
| DSQ  | Derek Daly            | Ensign-Ford        | 43     | ?      | –          | 19    |                  |
| DSQ  | Carlos Reutemann      | Ferrari            | 27     | ?      | –          | 04    |                  |

## WM-Stände nach dem Rennen
Die ersten sechs des Rennens bekamen 9, 6, 4, 3, 2 bzw. 1 Punkt(e). Es zählten nur die besten sieben Ergebnisse aus den ersten acht Rennen und die besten sieben Ergebnisse aus den letzten acht Rennen. In der Konstrukteurswertung zählte nur das Ergebnis des bestplatzierten Fahrers eines Teams.

### Fahrerwertung
| Pos. | Fahrer             | Konstrukteur       | Punkte |
| ---- | ------------------ | ------------------ | ------ |
| 01   | Mario Andretti     | Lotus-Ford         | 54     |
| 02   | Ronnie Peterson    | Lotus-Ford         | 45     |
| 03   | Patrick Depailler  | Tyrrell-Ford       | 32     |
| 04   | Carlos Reutemann   | Ferrari            | 31     |
| 05   | Niki Lauda         | Brabham-Alfa Romeo | 31     |
| 06   | John Watson        | Brabham-Alfa Romeo | 16     |
| 07   | Jacques Laffite    | Ligier-Matra       | 16     |
| 08   | Jody Scheckter     | Wolf-Ford          | 14     |
| 09   | Emerson Fittipaldi | Fittipaldi-Ford    | 13     |
| 10   | Riccardo Patrese   | Arrows-Ford        | 8      |
| 11   | James Hunt         | McLaren-Ford       | 8      |
| 12   | Gilles Villeneuve  | Ferrari            | 7      |
| 13   | Didier Pironi      | Tyrrell-Ford       | 7      |
| 14   | Alan Jones         | Williams-Ford      | 5      |
| 15   | Patrick Tambay     | McLaren-Ford       | 5      |
| 16   | Clay Regazzoni     | Shadow-Ford        | 4      |
| 17   | Hans-Joachim Stuck | Shadow-Ford        | 2      |
| 18   | Vittorio Brambilla | Surtees-Ford       | 1      |

| Pos. | Fahrer                | Konstrukteur                         | Punkte |
| ---- | --------------------- | ------------------------------------ | ------ |
| 19   | Héctor Rebaque        | Lotus-Ford                           | 1      |
| 20   | Jochen Mass           | ATS-Ford                             | 0      |
| 21   | Brett Lunger          | McLaren-Ford                         | 0      |
| 22   | Bruno Giacomelli      | McLaren-Ford                         | 0      |
| 23   | Jean-Pierre Jarier    | ATS-Ford                             | 0      |
| 24   | Rolf Stommelen        | Arrows-Ford                          | 0      |
| 25   | René Arnoux           | Martini-Ford                         | 0      |
| 26   | Jean-Pierre Jabouille | Renault                              | 0      |
| 27   | Keke Rosberg          | Theodore-Ford / ATS-Ford / Wolf-Ford | 0      |
| 28   | Rupert Keegan         | Surtees-Ford                         | 0      |
| 29   | Harald Ertl           | Ensign-Ford                          | 0      |
| 30   | Jacky Ickx            | Ensign-Ford                          | 0      |
| –    | Danny Ongais          | Ensign-Ford                          | 0      |
| –    | Lamberto Leoni        | Ensign-Ford                          | 0      |
| –    | Arturo Merzario       | Merzario-Ford                        | 0      |
| –    | Eddie Cheever         | Hesketh-Ford                         | 0      |
| –    | Derek Daly            | Ensign-Ford                          | 0      |
| –    | Nelson Piquet         | Ensign-Ford / McLaren-Ford           | 0      |

### Konstrukteurswertung
| Pos. | Konstrukteur       | Punkte |
| ---- | ------------------ | ------ |
| 01   | Lotus-Ford         | 76     |
| 02   | Brabham-Alfa Romeo | 40     |
| 03   | Tyrrell-Ford       | 36     |
| 04   | Ferrari            | 35     |
| 05   | Ligier-Matra       | 16     |
| 06   | Wolf-Ford          | 14     |
| 07   | Fittipaldi-Ford    | 13     |
| 08   | McLaren-Ford       | 12     |
| 09   | Arrows-Ford        | 8      |
| 10   | Shadow-Ford        | 6      |

| Pos. | Konstrukteur  | Punkte |
| ---- | ------------- | ------ |
| 11   | Williams-Ford | 5      |
| 12   | Surtees-Ford  | 1      |
| 13   | ATS-Ford      | 0      |
| 14   | Martini-Ford  | 0      |
| 15   | Renault       | 0      |
| 16   | Ensign-Ford   | 0      |
| 17   | Theodore-Ford | 0      |
| –    | Merzario-Ford | 0      |
| –    | Hesketh-Ford  | 0      |